# Limida
Limida is een orde van de tweekleppigen. De orde omvat slechts één familie.

## Taxonomie
De volgende taxa zijn bij de orde ingedeeld:
- Superfamilie Limoidea Rafinesque, 1815
  - Familie Limidae Rafinesque, 1815